# Secondo viaggio di Alonso de Ojeda
Segue il dettaglio del secondo viaggio di Alonso de Ojeda

## Antefatti
De Ojeda decise di organizzare una nuova esplorazione e firmò un nuovo capitolo di intenti, concessione di titoli, diritti, doveri e ricompense (la capitulación) con i re di Spagna il giorno 8 giugno del 1501. Venne nominato governatore di Coquibacao, come ricompensa per i risultati ottenuti nel suo primo viaggio, ed ottenne il diritto di fondare una colonia in quel territorio, anche se venne diffidato dall'esplorare la regione di Paria. In questa occasione si associò con i mercanti sivigliani Juan de Vergara e García de Campos, che poterono noleggiare quattro caravelle.

## Il viaggio
Nel gennaio del 1502, partì dalla Spagna e fece lo stesso percorso del suo primo viaggio. In questa occasione si mantenne alla larga dal Golfo di Paria ed arrivò all'Isola Margarita, dove cercò di ottenere oro e perle dagli indigeni con vari metodi (commercio, coercizione, inganno). Successivamente percorse le coste venezuelane da Curiana fino alla penisola di Paraguaná ed il 3 maggio del 1502 cercò di fondare una colonia nella penisola della Guajira, esattamente nella località Bahía Honda, che ribattezzò Santa Cruz e che divenne il primo villaggio spagnolo in territorio venezuelano.
Ciò nonostante, la colonia non durò che tre mesi, dato che De Ojeda e i suoi uomini iniziarono ad attaccare le popolazioni indigene dei dintorni, dando luogo a una guerra costante con queste ultime. Inoltre lo stesso De Ojeda aveva problemi personali coi suoi uomini. Fu così che i suoi soci De Vergara e De Campos fecero arrestare De Ojeda per ottenere il poco bottino ottenuto e abbandonare il posto insieme ai coloni. De Ojeda venne fatto carcerare nel La Española nel maggio 1502 dove rimase fino al 1504 quando venne liberato dal vescovo Rodríguez de Fonseca; però dovette pagare un indennizzo molto grave che lo lasciò abbastanza povero.
L'esito di questo secondo viaggio fu disastroso dato che non era stato possibile scoprire nuove terre e neanche ottenere un buon ritorno economico dagli esploratori. Inoltre la colonia di Santa Cruz rimase abbandonata e il governo di Coquibacao venne abolito.